# Delme Bryn-Jones
Delme Bryn-Jones (29. března 1934 – 25. května 2001) byl velšský operní pěvec – barytonista. Narodil se ve vesnici Brynamman v údolí řeky Amman na jihu Walesu. Po dokončení místní školy odešel do nedalekého Ammanfordu, kde studoval na vysoké škole technické. Později začal studovat hudbu, nejprve ve Walesu, později na londýnské Guildhall School of Music and Drama. Jako profesionál debutoval v roce 1959 v Sadler's Wells Theatre. Zemřel v roce 2001 ve věku 67 let.